# Zamach stanu w Gwatemali
Zamach stanu w Gwatemali w 1954 roku – wojskowy pucz zorganizowany przez Stany Zjednoczone Ameryki mający na celu zakończenie reform okresu rewolucji gwatemalskiej i obalenie demokratycznie wybranego prezydenta Jacoba Arbenza Guzmána.
Pucz wywołał długoletnią destabilizację kraju i pośrednio wpłynął na wybuch długoletniej wojny domowej między wojskowymi reżimami a partyzantką.

## Tło historyczne

### Doktryna Monroego i United Fruit Company

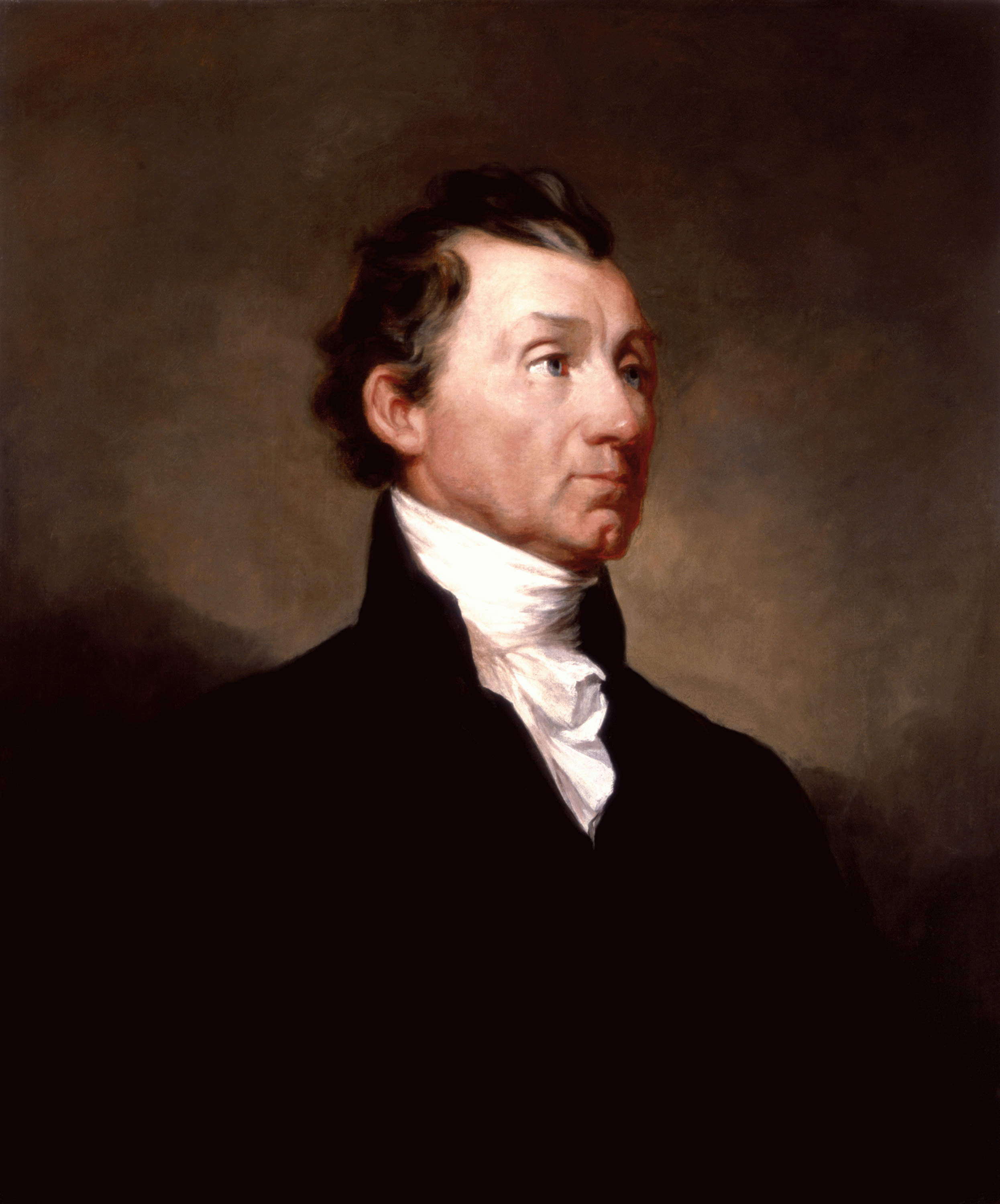
James Monroe

Doktryna Monroego byłą doktryną w polityce Stanów Zjednoczonych, autorstwa sekretarza stanu Johna Quincy’ego Adamsa, którą 2 grudnia 1823 przedstawił prezydent USA James Monroe. Głosiła, iż kontynent amerykański nie może podlegać dalszej kolonizacji ani ekspansji politycznej ze strony Europy, w zamian zaś zapowiadała, że Stany Zjednoczone nie będą ingerowały w sprawy państw europejskich i ich kolonii. Doktryna ta stała się fundamentem amerykańskiej polityki izolacjonizmu, a następnie narzędziem amerykańskiej ekspansji w regionie Ameryki Łacińskiej.
Poprzez doktrynę od XIX wieku Stany Zjednoczone coraz bardziej wpływały na system wewnętrzny Gwatemali. Dyktatorzy rządzący w Gwatemali od końca XIX wieku do początku XX wieku byli na ogół bardzo przychylnie nastawieni do USA i reprezentowali amerykańskie interesy gospodarcze i polityczne. USA nie musiało więc używać wobec Gwatemali jawnej siły militarnej (jak to zrobiło w przypadku państw takich jak Haiti, Kuba i Nikaragua). Gwatemalskie wojsko i policja stale współpracowała z USA zabezpieczając interesy tego mocarstwa w kraju. Rząd Gwatemali w ramach tej polityk zwolnił kilka amerykańskich korporacji z płacenia podatków. Ulgi dotyczyły zwłaszcza powstałej w 1899 roku United Fruit Company. Wiele gruntów sprywatyzowano i sprzedana w relatywnie niskich cenach tejże korporacji wliczając w to ogromne połacie publicznych gruntów i tych należących do rdzennych mieszkańców. Działalność firmy nie ograniczała się jedynie do Gwatemali. UFC kontrolowała większość ziemi i linii kolejowych w całej Ameryce Środkowej. Grunty były używane głównie pod uprawy bananów co spowodowało, że w 1900 roku UFC stała się największym na świecie eksporterem tego owocu.

### Gwatemalski autorytaryzm
Korporacje i rząd amerykański od początku wspierały gwatemalskich dyktatorów, którzy w zamian odwdzięczali się im licznymi koncesjami gospodarczymi. Pierwszym z takich dyktatorskich prezydentów był Manuel Estrada Cabrera z politycznych kręgów liberałów. Cabrera przyjął despotyczne metody rządów a swoich rywali eliminował drogą zabójstw. Złe położenie robotników doprowadziło do wybuchu licznych strajków, które były brutalnie tłumione z pomocą wojska. Dyktator złożył swój urząd w 1920 roku w obliczu dużej fali protestów i utraty poparcia ze strony największych partii kraju. Władzę po nim objął wojskowy Manuel Orellana. Niepokoje społeczne lat 1921–1922 zostały brutalnie stłumione przez wojsko. Kolejny wojskowy dyktator Lázaro Chacón kontynuował politykę wzmacniania relacji gospodarczych ze Stanami Zjednoczonymi. Najbardziej represyjnym dyktatorem stał się Jorge Ubico, który przejął władzę na początku lat 30. Ubico wprowadził system zbliżony do niewolnictwa chłopów sprawiając, że UFC znalazło łatwy dostęp siły roboczej.
Program Ubico zakładał represjonowanie ludności rdzennej (Przed hiszpańską inwazją ludność Gwatemali stanowili wyłącznie Majowie). W trakcie rządów uchwalił rasistowskie, antyindiańskie prawa: wydał rozporządzenie o porywaniu Indian z lasów departamentu Peten i umieszczaniu ich w ogrodzie zoologicznym w stolicy Gwatemali, zaś 1935 wprowadził przymus pracy dla ludności indiańskiej. Represjom padła również klasa robotnicza, której liderzy padli ofiarą zabójstw. Swoje rządy wzorował na wzorcach dyktatorów takich jak Francisco Franco, Adolf Hitler (do którego rządów się porównywał) i Benito Mussolini a sam uważał się za faszystę. Pomimo faszystowskich sympatii ślepo realizował politykę współpracy z USA która miała strzec Gwatemali przed komunistycznym zagrożeniem ze strony Meksyku. Ubico obniżył płace pracowników i nadał immunitet właścicielom ziemskim pozwalając im na egzekucje robotników rolnych w ramach postępowania dyscyplinarnego. Działania rządu Ubico zostały opisane przez historyków jako legalizacja morderstwa. Kosztem relacji z USA godził się na dalsze ustępstwa wobec United Fruit Company. Ustępstwa obejmowały oddanie UFC 200 tysięcy hektarów gruntów publicznych w zamian za obietnicę budowy portu a później zwolnił firmę z tego obowiązku powołując się na kryzys gospodarczy. Przywódca pozwolił na utworzenie amerykańskiej bazy lotniczej celem ochrony Kanału Panamskiego, a po 1941 roku nakazał aresztować wszystkie osoby niemieckiego pochodzenia w Gwatemali.

### Rewolucja gwatemalska

#### Obalenie reżimu wojskowego

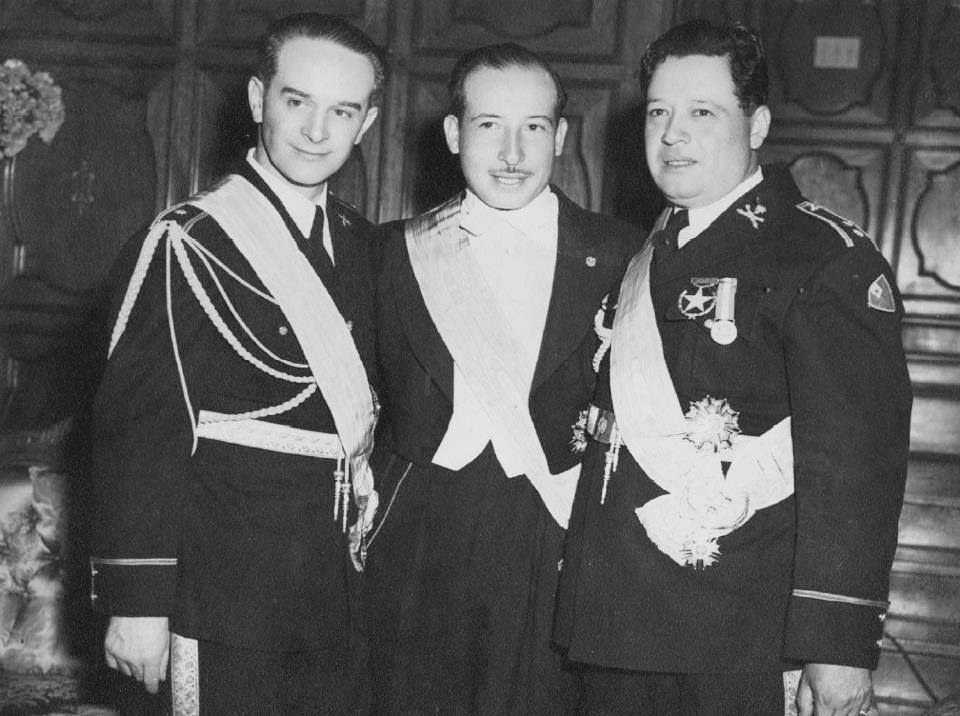
Rząd rewolucyjny powstały w 1944 roku

Początek II wojny światowej spowodował zwiększenie niepokojów gospodarczych w Gwatemali. Ubico odpowiedział na zamieszki studenckie z początku czerwca 1944 roku zawiesił konstytucję i ogłosił stan wojenny. Starcia między wojskowymi a protestującymi trwały przez tydzień a bunt nabierał rozpędu. Pod koniec czerwca Ubico złożył rezygnację przed Zgromadzeniem Narodowym. Rezygnacja Ubico nie doprowadziła jednak do ustanowienia demokracji. Ubico wyznaczył trzech generałów którzy utworzyli juntę mającą wyłonić rząd tymczasowy. W skład triumwiratu weszli generałowie: Juan Federico Ponce Vaides, Eduardo Villagrán Ariza i Buenaventura Pineda. Kilka dni później Ponce Vaides siłą przekonał Kongres do wyznaczenia go na tymczasowego prezydenta. Ponce z jednej strony zobowiązał się do przeprowadzenia wolnych wyborów, a w tym samym czasie tłumił protesty, zawiesił wolność prasy i przeprowadzał samowolne aresztowania. Krwawe rządy spowodowały wzrost poparcia dla opozycji pośród części armii.
Gdy 1 października 1944 roku zamordowany został Alejandro Cordova, redaktor El Imparcial (pisma opozycji) postępowe kręgi wojska zaczęły organizować plan zamachu stanu. Wojskowi spiskowcy rozpoczęli rozmowy z cywilnymi przeciwnikami rządu chcąc rozpocząć powstanie. 19 października grupka oficerów kierowanych przez Francisco Javiera Arana i Jacobo Arbenza Guzmána rozpoczęła antyrządowy pucz. Do puczystów dołączyli następnie cywile w tym studenci i związkowcy oraz część armii. Wraz z postępami puczu skapitulował frakcje wojska lojalne względem reżimu. 20 października Ponce Vaides ogłosił rezygnację i oddał władzę postępowym oficerom. Junta wojskowa została zastąpiona przez tymczasowy rząd w skład którego weszli Arbenz, Arana i cywil z klasy wyższej Jorge Toriello Garrido który wsławił się w trakcie rewolucji. Postępowi wojskowi obiecali otwarte wybory prezydenckie i do Kongresu oraz zwołanie zgromadzenia ustawodawczego. Rezygnacja Ponce Vaidesa i utworzenie rządu tymczasowego zostało uznane za początek procesu rewolucji.

#### Demokratyczne wybory i nowy kurs państwa
Pierwsze wolne i demokratyczne wybory prezydenckie, które wygrał chrześcijański socjalista Juan José Arévalo Bermejo. W gospodarce rząd przyjął program naprawy gospodarki wzorowany na New Deal. Nowy rząd wprowadził liberalne prawo pracy, wprowadził prawa Indian i zwalczał bezrobocie. Lewicowa polityka rządu spowodowała niezadowolenie rządu Stanów Zjednoczonych. Gigantycznym problemem był fakt że 2% najbogatszych właścicieli gruntów posiadało trzy czwarte ziemi której bardzo niewielka część była uprawiana. Ponadto rdzenni chłopi albo nie mieli ziemi albo mieli jej zbyt mało aby utrzymać się przy życiu a trzy czwarte siły roboczej było zatrudnionej w rolnictwie, a przemysł w zasadzie nie istniał.
Choć rząd Stanów Zjednoczonych później określał ideologię rządów rewolucyjnych jako radykalny komunizm, była ona w rzeczywistości daleka od skrajnej lewicy i stanowczo antykomunistyczna. Wizja gospodarcza rewolucjonistów optowała wokół prywatnej przedsiębiorczości i kapitalizmu.
W 1947 roku Kongres uchwalił nowy kodeks pracy. Ustawa zakazała dyskryminacji na poziomie wynagrodzeń w oparciu o „wiek, rasę, płeć, narodowość, przekonania religijne lub przynależność polityczną”. Stworzyła standardy bezpieczeństwa i ochrony zdrowia w miejscu pracy oraz ujednoliciła czas pracy (osiem godzin dziennie i 45 godzin w tygodniu) – przepisy te nie dotknęły plantacji które został zwolnione z przepisów dotyczących czasu pracy na skutek lobby plantatorskiego w parlamencie. Kodeks zobowiązał też właścicieli plantacji do budów szkół podstawowych przeznaczonych dla dzieci swoich pracowników. Wiele przepisów tego prawa nie było jednak przez plantatorów egzekwowane. Niemniej jednak reforma odniosła sukces przyczyniając się do trzykrotnego (a według niektórych źródeł nawet i większego) średniego wynagrodzenia pracowników.
W polityce zagranicznej Arévalo wspierać demokratyczne ideały za granicą. Jednym z pierwszych działań Arévalo było zerwanie stosunków dyplomatycznych z rządem Hiszpanii pod dyktaturą Francisco Franco. Arévalo zerwał też stosunki dyplomatyczne z proamerykańskimi autorytarystami – reżimem Nikaragui oraz z rządem Rafaela Trujillo z Dominikany. Arévalo sfrustrowany brakiem demokratyzacji w pozostałych krajach Ameryki Łacińskiej zaczął wspierać Legion Karaibski dążący do likwidacji dyktatur w tym obszarze – przyczyniło się to do uznania jego rząd za komunistyczny przez szereg dyktatur amerykańskich.

#### Konflikt między Araną a rządem
Najwyższą rangą oficer rewolucji październikowej, Francisco Arana był przeciwnikiem przekazania władzy cywilom. Najpierw starał się opóźnić wybory 1944 roku, a następnie próbował je unieważnić. W zamian za umożliwienie Arévalo objęcie urzędu prezydenta, Arana otrzymał nowo utworzone stanowisko „szefa sił zbrojnych”, stanowiska wyższego od ministra obrony. Obawiając się wojskowego zamachu stanu, przywódcy rządowej Partido Acción Revolucionaria zawarli pakt z Araną w którym zgodzili się poprzeć go w wyborach prezydenckich w 1950 roku w zamian za obietnicę powstrzymania się od puczu. W 1948 roku nasilił się spór Arany i rządu. 19 lipca 1949 roku Arana przedstawił Arévalo ultimatum w którym nakazał usunąć z rządu wszystkich zwolenników Arbenza i zagroził puczem jeśli nie zostanie to wykonane. Ultimatum wywołał fakt poparcia Arbenza przez część kręgów rządowych niechętnych Aranie. Rząd i stronnicy Arbenza uprzedzili Aranę atakując go i angażując się w bitwę z jego stronnikami. W starciach zginął sam Arana a jego zwolennicy w tym Carlos Castillo Armas zostali wygnani z Gwatemali.

#### Rządy Arbenza i nieznaczna radykalizacja kursu
Rola Arbenza w trakcie kryzysu 1949 roku zwiększyła jego prestiż. W 1950 roku Partido de Integridad Nacional (PIN) ogłosiła, że Arbenz będzie jej kandydatem na prezydenta w nadchodzących wyborach. Kandydaturę poparła większość partii z lewej strony sceny, a także związki zawodowe. Arbenz miał tylko kilku znaczących konkurentów w wyborach (na 10 kandydatów). Jednym z nich był Jorge García Granados, który był wspierany przez niektórych członków wyższej klasy średniej którzy uważali że rewolucja posunęła się za daleko. Innym był Miguel Ydígoras Fuentes, dawny stronnik reżimu Ubico który był twardogłowym przeciwnikiem rewolucji. Arbenz w trakcie kampanii zobowiązał się do kontynuowania i rozszerzania reform rozpoczętych przez Arévalo. Wybory odbyły się w dniu 15 listopada 1950 roku a Arbenz zdobył ponad 60% głosów. Wybory były wolne i uczciwe. Na stanowisku prezydenta zainaugurowany został 15 marca 1951 roku.
Największym elementem projektu modernizacji Arbenza była reforma rolna. Reforma została sporządzona przez licznych ekonomistów z Gwatemali, jak i całej Ameryki Łacińskiej. Ustawa została uchwalona przez Zgromadzenie Narodowe w dniu 17 czerwca 1952 roku, a weszła w życie natychmiast. Głównym celem programu było wywłaszczenie nieużytków od wielkich właścicieli ziemskich i przekazanie ich ubogim rolnikom, który następnie mogliby rozpocząć samodzielną działalność rolniczą. Oficjalną nazwą reformy rolnej był dekret 900. W ramach dekretu wywłaszczono wszystkie nieużytki większe niż 673 akrów (272 ha). Właściciele otrzymali zadośćuczynienie. Redystrybucja ziemi pośród chłopów została zorganizowana przez lokalne komitety w skład których wchodzili przedstawiciele rządu, ziemiaństwa i robotników rolnych. Spośród 350 tysięcy gospodarstw prywatnych jedynie 1710 zostało dotkniętych aktem wywłaszczenia.
Reforma rolna wbrew prognozom krytyków rządu spowodowało zwiększenie wydajności produkcji rolnej Gwatemali i zwiększenia powierzchni upraw. Wzrósł również zakup maszyn rolniczych. Ogólnie rzecz biorąc reforma spowodowała znaczną poprawę warunków życia dla wielu tysięcy rodzin chłopskich z których większość stanowili rdzenni mieszkańcy.

## Przygotowania do puczu

### Działania UFC i motywy rządu USA
United Fruit Company na reformę rolną odpowiedziało intensywnym lobbingiem członków Stanów Zjednoczonych. W efekcie wielu amerykańskich kongresmenów i senatorów zaczęło krytykować rząd Gwatemali za brak ochrony interesów korporacji. Rząd Gwatemali na oskarżenia reagował tłumaczeniem że UFC jest główną przeszkodą w rozwoju w kraju. Także amerykańscy historycy zauważają, że Gwatemala była wykorzystywana przez obcy kapitał, który żerował na dobrach narodowych Gwatemalczyków. UFC otrzymało odszkodowanie za wywłaszczone obszary. Wynosiło one 2,99 dolara za akr, rząd zapłacił więc dwukrotność tego, za co firma kupiła grunty. Mimo takich kroków rządu, firma rozpoczęła kampanię dyskredytacji rządu Gwatemali. Firma zatrudniła specjalistę od PR-u Edwarda Bernaysa, który pomógł firmie przedstawić ją jako ofiarę rządu Gwatemali. Lobbing został ułatwiony, gdy w 1952 roku prezydentem USA wybrany został Dwight Eisenhower. Firma wydała ogółem ponad pół miliona dolarów na lobbing na rzecz obalenia rządu Gwatemali w rządzie i społeczeństwie USA. Oprócz lobbingu United Fruit Company, na decyzję o puczu w Gwatemali wpłynęło kilka innych czynników. W latach rewolucji gwatemalskiej w kilku innych krajach Ameryki Środkowej miały miejsce wojskowe zamachy stanu, które doprowadziły do władzy mocno antykomunistyczne reżimy. W 1950 roku w Salwadorze władzę objął Óscar Osorio, na Kubie w 1952 Fulgencio Batista, w Hondurasie już od 1932 roku rządzili proamerykańscy i antykomunistyczni wojskowi pozostający w stanie napięcia z Gwatemalą. Sytuacja była o tyle praktyką powszechną w USA, że w latach zimnej wojny było określanie mianem komunisty każdego przeciwnika interesów USA na świecie. Tak więc choć Arévalo zdelegalizował partie komunistyczne, rząd USA mimo to uznał, że rewolucja została przez komunistów przeniknięta i jest przeciwnikiem Stanów Zjednoczonych.
Amerykanów rozwścieczył też fakt zalegalizowana w 1952 roku radykalnej Gwatemalskiej Partii Pracy. Partia Pracy mimo legalizacji odgrywała w dalszym ciągu niewielką rolę w polityce i posiadała jedynie cztery (na 58) miejsca w senacie. Mimo to legalizacja partii wraz z reformą rolną stała się dla Amerykanów pretekstem do uznania Gwatemali za kraj satelicki względem ZSRR. Amerykańską interwencję ponaglił sukces zamachu stanu w Iranie z 1953 w którym CIA obaliło reformatorski rząd Mohammada Mosaddegha.

### Operacja PBFORTUNE i PBSUCCESS
W 1952 roku rząd USA rozpoczął operację PBFORTUNE zmierzającą do obalenia Arbenza. Plan pierwotnie zaproponował satelicki względem USA dyktator Nikaragui Anastasio Somoza García. CIA z pomocą prawicowych dyktatorów Dominikany (Rafael Trujillo) i Wenezueli (Marcos Pérez Jiménez) uzbroiło stronników Carlosa Castillo Armasa, którzy mieli trafić do Gwatemali na pokładzie statku UFC i tam rozpocząć pucz. Departament USA nie wyraził jednak zgody na spisek i po interwencji dyplomaty Deana Achesona odwołał plan. Kolejną operację na rzecz obalenia Arbenza CIA rozpoczęło w sierpniu 1953 roku za zgodą prezydenta Eisenhowera. Operacja przyjęła nazwę PBSUCCESS. CIA otrzymało na ten cel od 5 do 7 miliona dolarów, a przy akcji uczestniczyło ponad 100 agentów. Według planów CIA Arbenza miał zostać zabity w wyniku zamachu stanu do którego przeprowadzenia CIA wyznaczyło dotychczasowego współpracownika Carlosa Castillo Armasa. USA w celu propagandowym i dla usprawiedliwienia interwencji rozpoczęło akcję mającą udowodnić powiązania Gwatemali z komunizmem i Związkiem Radzieckim. 19 lutego 1954 roku CIA przeprowadziło akcje Washtub w trakcie której służby odkryły w Nikaragui radziecką broń, która rzekomo miała trafić do Gwatemali. Sfingowane znalezisko miało być ostatecznym dowodem na powiązania rządu Gwatemali z ZSRR. Arbenz spodziewając się zamachu podjął się rozpaczliwej próby kupna broni z Czechosłowacji (sprzęt poniemiecki z II wojny światowej). Przesyłka tej broni była ostatecznym bodźcem CIA dla przeprowadzenia puczu.

## Przebieg puczu
18 czerwca 1954 roku Castillo Armas wraz z 400 bojówkarzami przekroczył granicę Gwatemali ze strony Hondurasu. Broń spiskowców została dostarczona przez CIA, które przeszkoliło puczystów w obozach w Nikaragui i Hondurasie. CIA przeprowadziło równocześnie akcje propagandową. Na cały kraj emitowano audycje radiowe, które fałszywie informowały o tym, że siły Castillo Armas wyzwoliły Gwatemalę spod rządów Arbenza. CIA wsparła nacierających puczystów bombardowaniami największych miast. Rząd Gwatemali wystosował apel do ONZ, jednak USA zawetowało wniosek, twierdząc, że pucz jest wyłącznie wewnętrzną sprawą Gwatemali. Ostatecznie Jacobo Arbenz po dezercji znacznych oddziałów armii, które przeszły na stronę puczu, 27 czerwca złożył rezygnację i przekazał władzę Carlosowi Enrique Díazowi de Leónowi. Także ten prezydent został odsunięty od władzy, a rzeczywistą władzę objął Castillo Armas. USA uznało nowy rząd już 13 lipca. W październiku odbyły się pseudowybory prezydenckie, w których wyznaczony został tylko jeden kandydat, Castillo Armas. Nowa junta wycofała się z reform okresu rewolucji. Prawicowe rządy wojskowe trwały do lat 80. Jako prezydent, Castillo Armas zajął się głównie niwelowaniem skutków decyzji podjętych przez poprzedników. Z inspiracji CIA powołał paraterrorystyczny Narodowy Komitet Obrony Przed Komunizmem, zdelegalizował wiele partii politycznych i reaktywował zlikwidowaną po obaleniu Ubico tajną policję. Z inicjatywy wojskowych utworzono Narodowy Ruch Wyzwolenia, będący skrajnie prawicową partią mającą popierać działania junty.

## Następstwa
Po zamachu stanu przez kraj przeszła fala terroru. Nowym reżim odpowiedzialny był za liczne łamanie praw obywatelskich, tortury i śmierć dziesiątek tysięcy osób. Zamach stanu spowodował serię lewicowych powstań na terenach wiejskich. W 1957 roku Castillo został zastrzelony przez członka ochrony pałacowej, Romeo Vásqueza Sáncheza. Vasquez natychmiast popełnił samobójstwo, po czym oficjalnie został uznany za komunistę. Zamach z pomocą CIA przeprowadził dawny stronnik zabitego dyktatora, Miguel Ydígoras Fuentes. Fuentes prowadził ściśle proamerykańską politykę i zwalczał wszelkie ruchy lewicowe w regionie, po rewolucji kubańskiej udzielał pomocy przedstawicielom antykastrowskiej opozycji. 13 listopada 1960 roku doszło do nieudanej próby puczu oficerów sympatyzujących z rewolucją kubańską. Pucz stał się sygnałem do walk partyzanckich do których doszło jeszcze w tym samym roku. Walki partyzanckie przerodził się w trwająca kilkadziesiąt lat wojnę domową.
Sam Arbenz udał się na emigracje i nigdy nie wrócił do kraju. W maju 2011 roku rząd Gwatemali publicznie przeprosił za pucz z 1954 roku i zobowiązał się przywrócić dziedzictwo prezydenta. Urzędujący prezydent Álvaro Colom spotkał się z synem Arbenza, Jacobo Arbenza Villanovą i wypłacił odszkodowanie rodzinie Arbenzów. Od tamtego czasu imieniem Jacobo Árbenza Guzmána nazwano szereg instytucji państwowych, wprowadzono jego postać do programów nauczania oraz wydano serię poświęconych mu znaczków pocztowych.